# Julio Castillo
Julio César Castillo Torres (* 10. Mai 1988 in Durán, Ecuador) ist ein ecuadorianischer Boxer im Schwergewicht.

## Karriere

### Kontinentale Meisterschaften
Der 1,85 m große Rechtsausleger gewann bereits 2006 eine Bronzemedaille bei den Südamerikaspielen und 2007 ebenfalls eine Bronzemedaille bei den Panamerikaspielen. Bei den Panamerikameisterschaften 2008 gewann er die Silbermedaille nach einer Niederlage im Finale gegen Osmay Acosta.
2010 gewann er die Panamerikameisterschaften mit einem Finalsieg gegen Erislandy Savón und die Südamerikaspiele mit einem Finalsieg gegen Jeysson Monroy. Bei den Panamerikaspielen 2011 erreichte er nach einer Finalniederlage gegen Lenier Pero die Silbermedaille.
2012 siegte er bei den Südamerikameisterschaften, unterlag jedoch bei den Panamerikameisterschaften 2013 im Viertelfinale gegen Yamil Peralta. Gegen diesen schied er zudem bei den Südamerikaspielen 2014 im Viertelfinale aus.
Bei den Panamerikameisterschaften 2015 stieg er gegen Yamil Peralta kampflos im Halbfinale aus und gewann Bronze, zudem unterlag er im Viertelfinale der Panamerikaspiele 2015 gegen Deivis Julio.
Bei den Panamerikameisterschaften 2017 schied er im Halbfinale knapp mit 2:3 erneut gegen Yamil Peralta aus und gewann Bronze, zudem konnte er jeweils die Silbermedaille bei den Südamerikaspielen 2018 und den Panamerikaspielen 2019 gewinnen.
2022 gewann er mit einem Finalsieg gegen Keno Machado die Südamerikaspiele und startete bei den Panamerikaspielen 2023, wo er mit einem Sieg gegen Rogelio Romero in das Halbfinale kam und dort gegen Julio César La Cruz mit einer Bronzemedaille ausschied.

### Weltmeisterschaften und Olympische Spiele
Bei den Weltmeisterschaften 2007 in Chicago konnte er Anastasios Mperdesis besiegen, scheiterte jedoch anschließend gegen Kenneth Egan. 2008 versuchte er sich bei den amerikanischen Olympia-Qualifikationsturnieren in Trinidad und Tobago sowie Guatemala für die Olympischen Spiele 2008 zu empfehlen und besiegte dabei Julius Jackson und Christopher Downs, verlor aber gegen Luis Gonzalez und Eleider Álvarez, womit er sich nicht qualifizieren konnte.
Bei den Weltmeisterschaften 2009 in Mailand unterlag er im ersten Kampf gegen Clemente Russo und bei den Weltmeisterschaften 2011 in Baku im Achtelfinale gegen Sjarhej Karnejeu.
Nachdem er sich bei der amerikanischen Olympiaqualifikation 2012 in Rio de Janeiro einen Startplatz erkämpft hatte, nahm er an den Olympischen Spielen 2012 in London teil, wo er im ersten Duell erneut gegen Sjarhej Karnejeu ausschied.
Bei den Weltmeisterschaften 2015 in Doha schlug er Ihab Darweesh, verlor aber anschließend gegen Erislandy Savón. Anschließend nahm er an der amerikanischen Olympiaqualifikation 2016 in Buenos Aires teil, wo er gegen Erislandy Savón ausschied. Beim World Olympic Qualifier in Baku besiegte er Kristian Dimitrow, Cam Awesome und Roy Korving, ehe er im Finale gegen Igor Jakubowski unterlag. Die Teilnahme an den Olympischen Spielen 2016 in Rio de Janeiro festigte er anschließend beim Olympia-Qualifikationsturnier in Vargas, nachdem er unter anderem Cam Awesome und Heworh Manukjan besiegt hatte. Bei den Olympischen Spielen selbst verlor er dann im ersten Kampf gegen Rustam Toʻlaganov.
Seinen bis dahin größten Erfolg erzielte er bei den Weltmeisterschaften 2019 in Jekaterinburg. Durch Siege gegen Remula Abudurexiti, Ádám Hámori, Sanjeet Sanjeet und Wassili Lewit zog er ins Finale ein, verlor dort gegen Muslim Gadschimagomedow und wurde damit Vize-Weltmeister.
Aufgrund seiner IOK-Ranglistenplatzierung erhielt er einen Startplatz bei den 2021 in Tokio ausgetragenen Olympischen Spielen, wo er in der Vorrunde gegen Hussein Iashaish ausschied. Während der Eröffnungsfeier war er, gemeinsam mit der Gewichtheberin Alexandra Escobar, der Fahnenträger seiner Nation.
Bei den Weltmeisterschaften 2021 in Belgrad besiegte er Rustam Yrysbek, ehe er gegen Aziz Mouhiidine unterlag. Bei der Weltmeisterschaft 2023 in Taschkent siegte er gegen Michel Erpelding, ehe er erneut gegen Aziz Mouhiidine ausschied. Beim olympischen Qualifikationsturnier 2024 in Busto Arsizio kam er mit Siegen gegen Serhij Horskow und Džemal Bošnjak in das Achtelfinale, wo er gegen Aibek Oralbay unterlag. Im Mai 2024 wurde bekanntgegeben, dass Castillo aufgrund von Verstößen gegen die Auflagen der Welt-Anti-Doping-Agentur für zwei Jahre von sämtlichen Wettkämpfen suspendiert wurde und damit auch nicht am olympischen Qualifikationsturnier 2024 in Bangkok teilnehmen könne. Der Verstoß betreffe fehlende Angaben zu seinem Aufenthaltsort bzw. seiner Erreichbarkeit für unangekündigte Dopingkontrollen zwischen November 2020 und Oktober 2021.

## World Series of Boxing
2015/16 boxte Castillo für das mexikanische Team Mexico Guerreros in der World Series of Boxing.

## Auswahl internationaler Turniersiege
- Juni 2022: Juegos Bolivarianos in Kolumbien
- Juni 2019: Slovenia Open Tournament in Slowenien
- Dezember 2018: World Cup of Petroleum Countries in Russland
- September 2018: Copa Romana Tournament in der Dominikanischen Republik
- Oktober 2017: Pacific Cup in Ecuador
- Oktober 2014: Copa Romana Tournament in der Dominikanischen Republik
- Februar 2014: Independence Cup in der Dominikanischen Republik
- August 2011: Copa Romana Tournament in der Dominikanischen Republik
- Oktober 2010: Batalla de Carabobo Tournament in Venezuela
- November 2009: Juegos Bolivarianos in Bolivien
- Mai 2007: José Cheo Aponte Tournament in Puerto Rico